# チキン・スキン・ミュージック
『チキン・スキン・ミュージック』（Chicken Skin Music）は、アメリカ合衆国のミュージシャン、ライ・クーダーが1976年に発表した、ソロ名義では5作目のスタジオ・アルバム。

## 背景
音楽的にはテックス・メックスやハワイアン・ミュージックが取り入れられた内容で、フラコ・ヒメネス、ギャビー・パヒヌイ等のゲスト・プレイヤーが起用された。「いつも優しく」は、アパラチアのソングライターであるブラインド・アルフレッド・リードの曲「Always Lift Him Up」を原型として、インストゥルメンタル・パートにハワイのゴスペル・ソング「Kanaka Wai Wai」を挿入している。「黄色いバラ」と「クロエ」の2曲は、ホノルルでレコーディングされた。

## 反響・評価
クーダーの母国アメリカでは、自身3作目のBillboard 200入りを果たし、最高177位を記録した。また、オランダのアルバム・チャートでは17週連続でトップ20入りして最高7位を記録する大ヒットとなり、「浮気はやめなよ」はオランダのシングル・チャートで8位に達した。
Brett Hartenbachはオールミュージックにおいて5点満点中4点を付け「ライ・クーダーは常に『音楽における相互関係』を信じており、彼のキャリアにおいて特にそれが明らかとなっているのが、5作目の『チキン・スキン・ミュージック』かもしれない」「ライ・クーダーのレコードの中では、ファースト・アルバム以来の風変わりな作品である一方、特に楽しめるアルバムの一つでもある」と評している。

## 収録曲
1. ブルジョワ・ブルース - The Bourgeois Blues (Huddie Ledbetter, アラン・ローマックス) - 3:25
2. アイ・ガット・マイン - I Got Mine (Traditional) - 4:28
3. いつも優しく - Always Lift Him Up/Kanaka Wai Wai (Blind Alfred Reed/Traditional) - 6:03
4. 浮気はやめなよ - He'll Have to Go (Joe Allison, Audrey Allison) - 5:09
5. スマック・ダブ・イン・ザ・ミドル - Smack Dab in the Middle (Charles E. Calhoun) - 3:19
6. スタンド・バイ・ミー - Stand by Me (Ben E. King, Jerry Leiber, Mike Stoller) - 3:43
7. 黄色いバラ - Yellow Roses (Ken Devine, Sam Nichols) - 6:12
8. クロエ - Chlo-e (Gus Kahn, Neil Moret) - 3:04
9. グッドナイト・アイリーン - Goodnight Irene (H. Ledbetter, John Lomax) - 4:33

## 参加ミュージシャン
- ライ・クーダー - ボーカル、ギター、スラック・キー・ギター、バホ・セクスト、マンドーラ、アコーディオン、ティプレ、マンドリン
- ラス・タイトルマン - バホ・セクスト(on #6)
- ヒューゴ・ゴンザレス - バホ・セクスト(on #9)
- ギャビー・パヒヌイ - スティール・ギター(on #7, #8)、ボーカル(on #7)
- アッタ・アイザックス - スラック・キー・ギター(on #7)、アコースティック・ギター(on #8)
- クリス・エスリッジ - ベース(on #2, #3, #5, #6)
- レッド・カレンダー（英語版） - アップライト・ベース(on #4, #7, #8)
- Henry Ojeda - ベース(on #9)
- ミルト・ホランド - ドラムス(on #2, #3, #7, #8)、パーカッション(on #1, #4, #5, #6)
- ジム・ケルトナー - ドラムス(on #2, #3, #4, #5)
- アイザック・ガルシア - ドラムス(on #9)
- フラコ・ヒメネス - アコーディオン(on #4, #6, #9)
- ジョージ・ボハノン - ホーン・アレンジ(on #2)、バリトン・ホルン(on #2)
- オスカー・ブラッシャー - コルネット(on #2)
- ベニー・パウエル - トロンボーン(on #2)
- フレッド・ジャクソン・ジュニア - テナー・サクソフォーン(on #2)
- パット・リッツォ - アルト・サクソフォーン(on #4)
- Frank Villarreal - アルト・サクソフォーン(on #9)
- ボビー・キング - ボーカル(on #3, #4, #5, #6)
- テリー・エヴァンス - ボーカル(on #3, #5, #6)
- ハーマン・ジョンソン - ボーカル(on #3, #6)
- ジェイムズ・アダムス - ボーカル(on #5)
- クリフ・ギヴンス - ボーカル(on #5)